# Retemia
Retemia è  una rete televisiva generalista italiana con sede nella città di Lucca.

## Storia
Nacque nel 1988 per opera del finanziere Giorgio Mendella in seguito all'acquisizione del circuito Elefante TV del quale la rete prese il posto, avente una discreta copertura della penisola grazie a una ventina di emittenti locali affiliate. Il canale offriva inizialmente un palinsesto di tipo generalista con la presenza di trasmissioni di intrattenimento come Il gioco di Retemia, A domanda risponde e La sfida, di informazione come Sala stampa oltre la notizia e Wip - World Important Person, e di rubriche sportive come Zona Cesarini. Fu trasmessa anche qualche telenovela ispanoamericana.
Con l'entrata in vigore della Legge Mammì, che regolamentò il panorama radiotelevisivo italiano, dal 24 agosto 1990 Retemia raggiunse l'effettiva copertura nazionale sbarcando in Sardegna, l'unica regione non ancora interessata dal segnale.
Negli anni di gestione del network da parte di Intermercato, holding di Mendella, la rete ebbe un costante aumento di ascolti, che la portò nella sua ultima annata da TV generalista a toccare quasi quota 2.000.000 di ascoltatori nel giorno medio. La holding Intermercato fu improvvisamente coinvolta in alcune vicende giudiziarie, e nei mesi immediatamente successivi iniziò un rapido scivolamento della rete verso la messa in onda di sole televendite, in una disperata ricerca di liquidità. Il venir meno dei finanziamenti da parte di Intermercato portò nel 1992 al fallimento di Vallau Italiana Promomarket Srl, la società titolare dell'emittente. La legge Mammì sulla radiotelevisione prevedeva che i soggetti falliti non potessero trasmettere e, pertanto, la notte del 24 agosto dello stesso anno Retemia fu obbligata a spegnere gli impianti, pur essendo essa una realtà in ottime condizioni economiche. Pochi giorni dopo, però, il TAR della Toscana le concesse di riprendere l'attività.
Nel 1993 la proprietà di Retemia passò dalla cura del Gruppo Intermercato a Internova SpA, società che raggruppava circa un migliaio di ex azionisti e fiducianti di Intermercato stessa. Partner dell'iniziativa erano anche Profit, attivo nelle televendite e nell'emittenza locale, e Videopiù, operante prevalentemente nell'impiantistica televisiva. L'intento di Internova era quello di evitare che la rete, tra i principali assetti di Intermercato, finisse per essere svenduta, come spesso accade nelle aste fallimentari.
Il 6 luglio 1995, come già era avvenuto alcuni anni prima sulle altre televisioni private nazionali italiane, anche Retemia attivò il proprio servizio di teletext; nasce il GT1, Giornale Telematico 1, in collaborazione con Acomedia (una società di servizi informatici) e a vocazione commerciale e, per certi versi, interattiva. Infatti, oltre alla tradizionale consultazione gratuita tramite i tasti numerici del telecomando, era possibile (chiamando numerazioni telefoniche a sovrapprezzo) accedere a svariati servizi, giochi e informazioni, su determinate pagine rese disponibili al singolo utente. Il teletext di Retemia, rinominato MIAVIDEO dal 1997, chiuse i battenti nel 2000.
Retemia, pagata all'asta pochi miliardi di lire, venne rivenduta nel dicembre 2000 per circa 90 miliardi a Home Order Television, che il 14 maggio 2001 la rinominò Home Shopping Europe, canale dedicato sempre alle televendite. Successivamente i suoi canali furono acquistati da Mediaset ad una cifra ancora superiore.

### Sviluppi recenti
Nel mese di luglio 2015 si fece sempre più insistente la possibilità che l'emittente potesse tornare nuovamente a trasmettere sulla televisione digitale, anche se tale possibilità, così come quella che essa potesse ripartire ancora come emittente generalista, non divenne mai certezza. Il 14 settembre 2015 la società fu ceduta ad altri operatori, lasciando la situazione ancora incerta; tuttavia il 6 dicembre 2015 fece la sua comparsa un'emittente televisiva simile a Retemia, nonché ideata dallo stesso Mendella dal nome "6Mia TV". Questa chiuse i battenti nel 2017 per poi tornare nel 2018 a trasmettere sotto la nuova denominazione "Tv&Tv" fino al 28 febbraio 2020, data in cui venne chiusa definitivamente.
Dal 10 luglio 2008, l'emittente ricomincia a trasmettere sotto forma di web TV sulla piattaforma Mogulus, successivamente Livestream, con una programmazione di tipo generalista.
A tutt'oggi trasmette in live streaming su app gratuita per tutti i dispositivi iOS ed Android e sul sito ufficiale www.retemia.eu
Viene riportato su internet, in modo errato, l'anno 2020 come lancio streaming, che invece è la data di pubblicazione di app gratuita e IPTV.

## Loghi

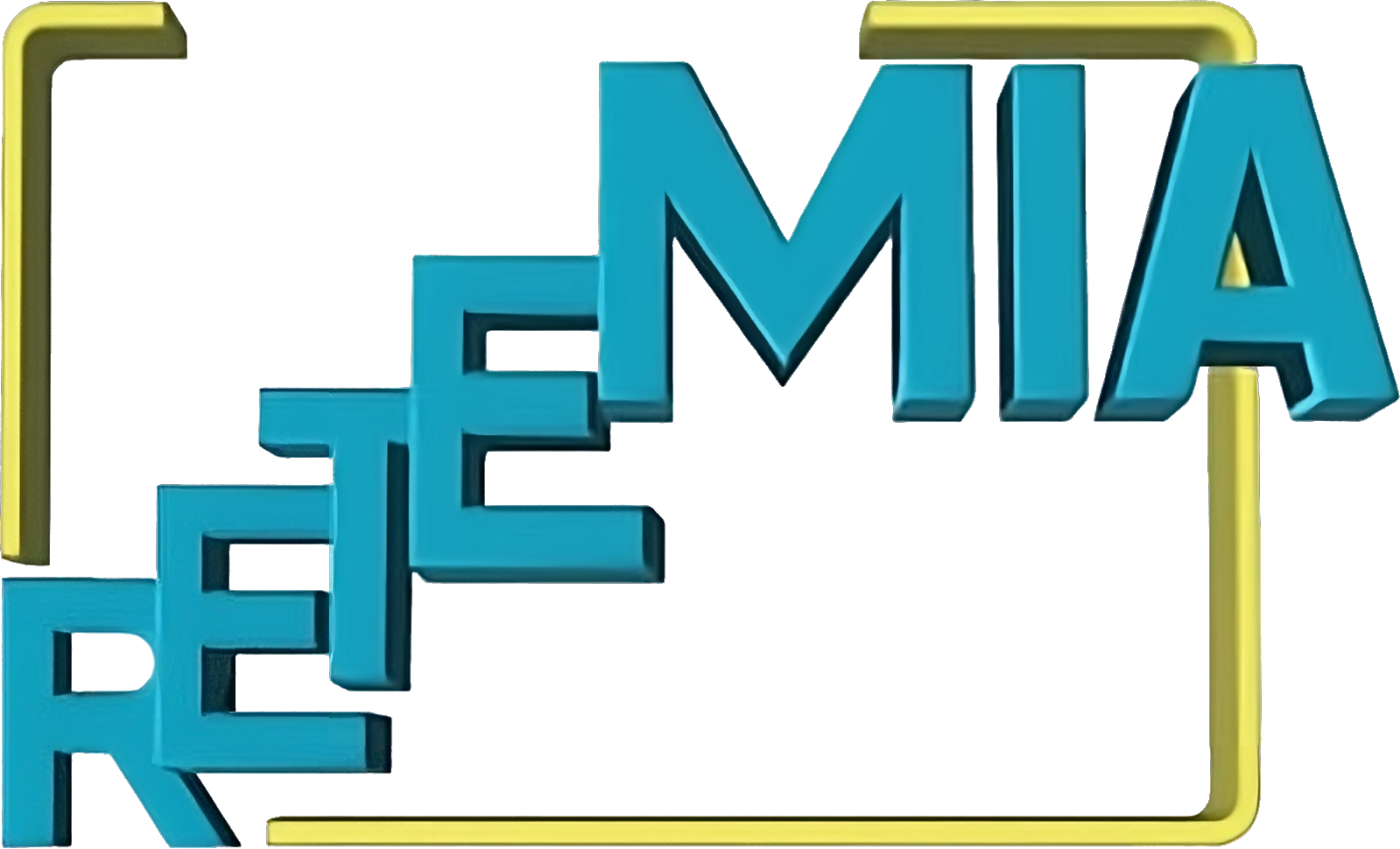
Logo di rete del canale
Logo Retemia per pubblicazioni
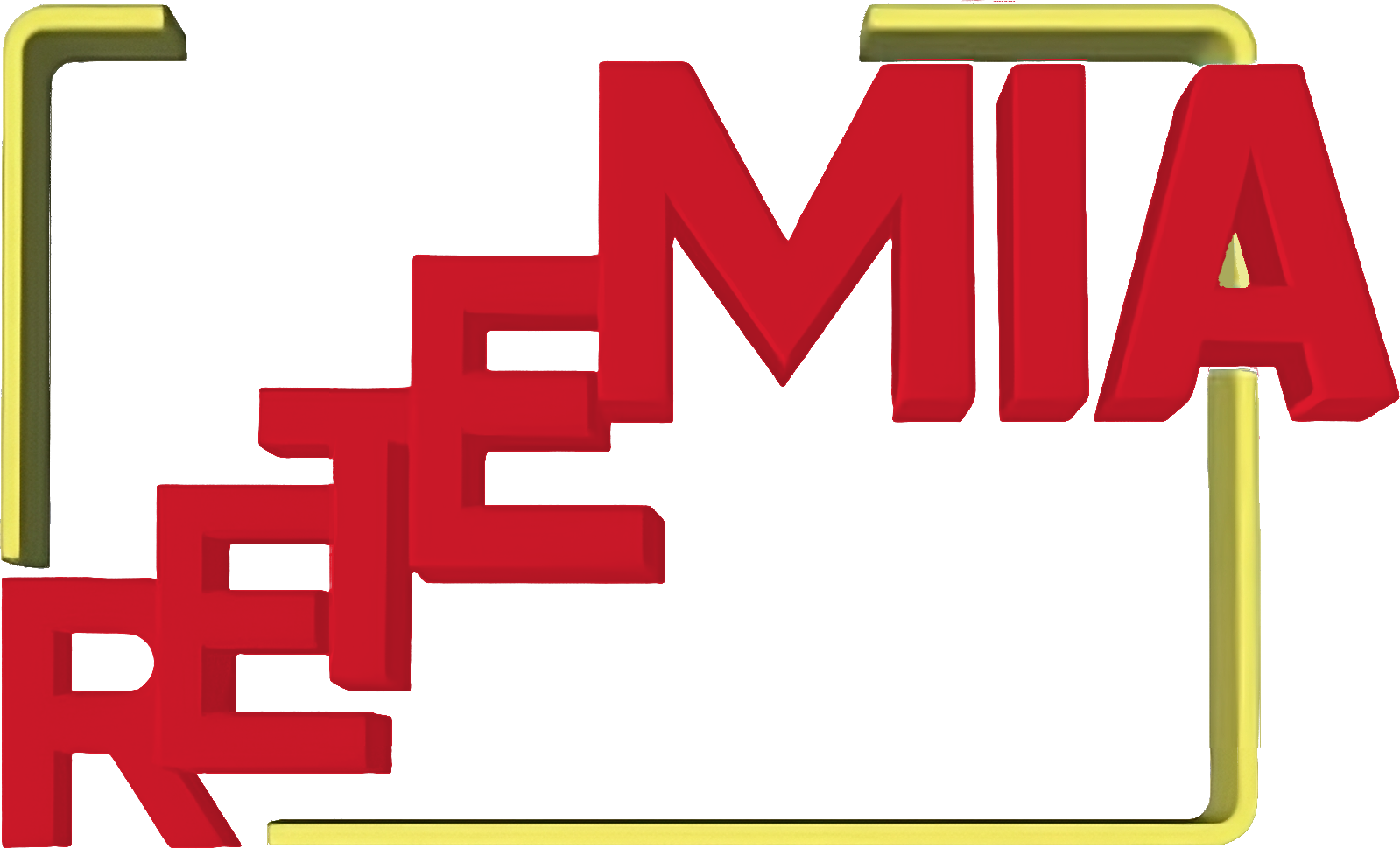
Logo utilizzato per la serata erotica del venerdì
Logo ReteMia - blu e rosso
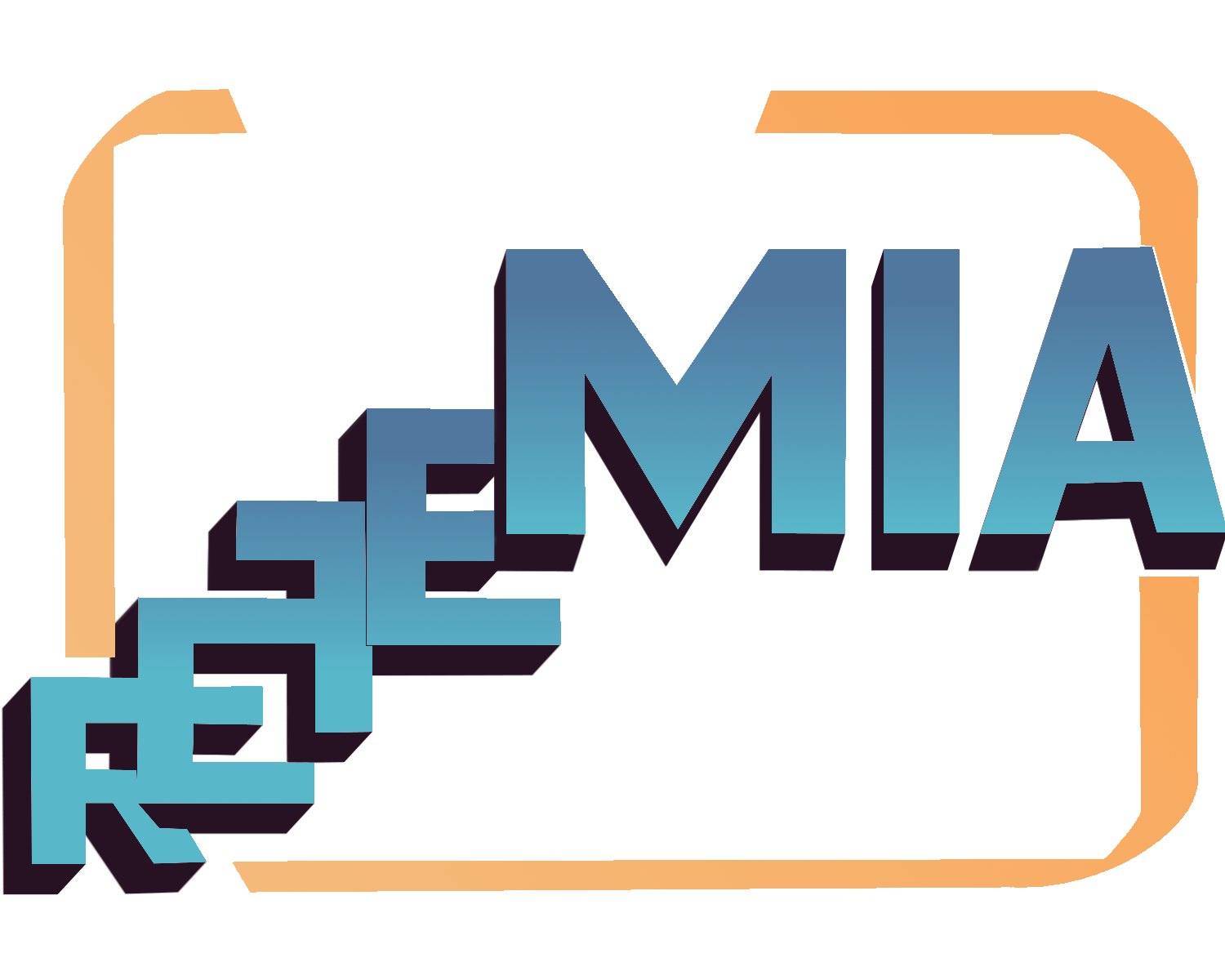
Logo utilizzato per le pubblicazioni
Logo originale (bassa qualità)